# Elsschotproef

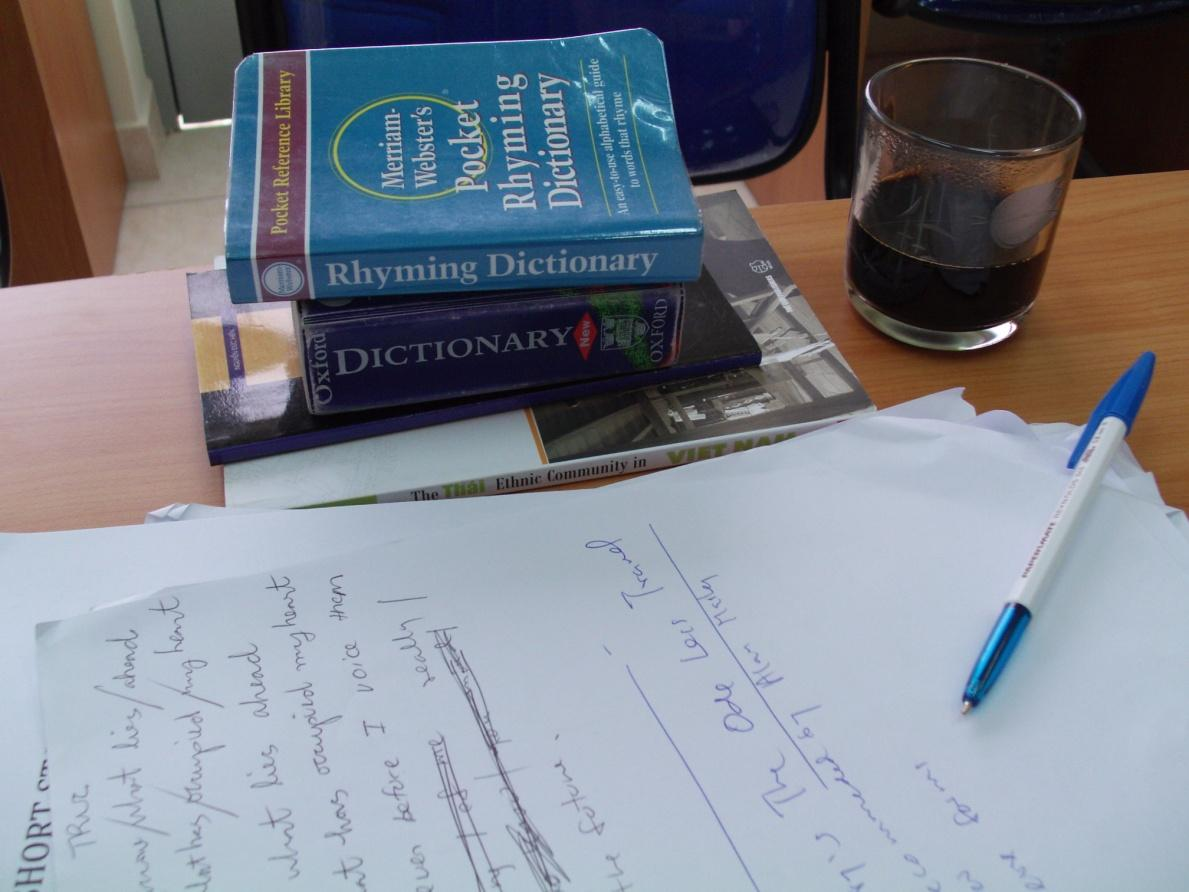
Schrijven is schrappen. De Elsschotproef zorgt dat de essentie overblijft.

De Elsschotproef is een schrijfterm die vernoemd is naar de Vlaamse schrijver Willem Elsschot. Bij de proef worden zo veel mogelijk woorden uit (een ruwe versie van) een tekst geschrapt zonder dat de essentie van de inhoud verloren gaat. Dat zou de leesbaarheid verhogen. De proef dient dus niet om de leesbaarheid van een tekst te bepalen.
De Elsschotproef is niet het herschrijven of het inkorten van de tekst naar chattaal waarbij de zinsbouw van ondergeschikt belang is en (zelf gecreëerde) afkortingen en emoticons algemeen aanvaard zijn. Een afkorting die een begrip is (zoals OCMW) blijft na de Elsschotproef staan, afkortingen zoals m.a.w. of b.v. worden na de proef voluit geschreven of vervangen door één woord.
De Elsschotproef is verwant maar niet gelijk aan het schrijfprincipe Kill your darlings. Volgens dit principe schrappen auteurs datgene waarvan ze eerst vinden dat het niet kan worden gemist, omdat ze er gevoelsmatig te zeer aan gehecht zijn. Later komen ze tot het inzicht dat schrappen de tekst ten goede komt. In de praktijk komt dit advies ook vaak van een redacteur die objectiever kan oordelen of sommige passages of verwoordingen geschrapt dienen te worden.

## Actief taalgebruik
De Elsschotproef zou voor een actief taalgebruik zorgen en zinnen en korter en duidelijker, directer en persoonlijker, levendig en minder ambigu of vrijblijvend maken.

## Schrijven voor een beeldscherm
De Elsschotproef wordt vaak gesuggereerd bij schrijven voor mensen die lezen vanaf een beeldscherm, bijvoorbeeld voor websites of nieuwsbrieven. Omdat schermlezen anders is dan het lezen van een boek, is een bondig taalgebruik aangewezen. Iemand die leest van een scherm lijkt de tekst eerder te 'scannen' en te 'skimmen' dan te lezen. Bij het scannen laten lezers hun blik glijden over de inhoud en staan zij kort stil bij titels, woorden en beelden. Skimmen is een snelle blik over de inhoud om de belangrijkste delen in kaart te brengen.